# Hammudi Al-Rahmoun Font
Hammudi Al-Rahmoun Font   (Barcelona, 1979) és un director de cinema i guionista catalanosirià.

## Biografia
De mare catalana i pare sirià, tot i que va néixer a Barcelona, va passar part de la infantesa a l'Aràbia Saudita i part de la joventut a Ripoll i a Campdevànol, on ara habiten els seus pares. Per això, avui fa vida entre la capital de Catalunya i la comarca del Ripollès. Concretament, va mudar-se a l'Aràbia Saudita a 7 anys, però quan en tenia 11, enmig de la Guerra del Golf, la família va decidir de tornar a la terra natal de la mare d'Al-Rahmoun. El 2003, es va graduar a l'Escola Superior de Cinema i Audiovisuals de Catalunya, on fa de docent en l'actualitat.
Després de complementar el domini de la direcció cinematogràfica amb la realització de curtmetratges, va debutar en el món del cinema el 2012 amb Otel·lo, un llargmetratge rodat en tres dies i autofinançat —amb uns 15.000 euros de pressupost— que li va suposar cert renom dins del panorama independent. Gràcies a aquest film, el 2014 va guanyar la segona edició del Premi Pepón Coromina per decisió del jurat, conformat pel cineasta Gonzalo Herralde, la directora de l'Animac Carolina López, el productor Paco Poch i la directora Sílvia Quer. Otel·lo va rebre reconeixements en altres ocasions, com ara en les edicions de l'any 2013 del Festival de Cinema d'Espanya de Tolosa de Llenguadoc, el Festival de Cinema de Madrid i el Festival Europeu de Cinema Independent.
Abans d'aquesta pel·lícula havia encetat un projecte conjunt amb un col·lega basc titulat Los hijos de Itziar sobre kale borroka que no va publicar-se mai. Més tard, el 2015, es va afegir a l'equip de direcció de la segona temporada de la sèrie de TV3 Cites, del qual formaven part Marta Pahissa, Paco Caballero i Patrícia Font.
El 2016, va endur-se la Bisnaga de Plata del Festival de Cinema Espanyol de Màlaga com a millor actor de curtmetratges per un paper a No me quites, dirigit per Laura Jou i en què apareixia en escena juntament amb l'actriu Laia Costa.

## Filmografia
| Any       | Títol                      | Notes         |
| --------- | -------------------------- | ------------- |
| 2012      | Otel·lo                    | Llargmetratge |
| 2016      | Cites                      | 4 episodis    |
| 2016      | Petrona                    | Curtmetratge  |
| 2016      | La puta y el cliente / Rol | Curtmetratge  |
| 2017      | El Chapo                   | 8 episodis    |
| 2017-2019 | Salvados                   | 8 episodis    |
| 2019      | Tijuana                    | 7 episodis    |
| 2022      | Mariachis                  | 8 episodis    |
| 2024      | Dieciocho                  | 6 episodis    |

## Premis
| Any  | Premi                                      | Categoria                     | Obra                 | Resultat  |
| ---- | ------------------------------------------ | ----------------------------- | -------------------- | --------- |
| 2013 | Festival Cinespaña                         | Millor film de debut          | Otel·lo              | Guanyador |
| 2014 | Premi Pepón Coromina                       | -                             | Otel·lo              | Guanyador |
| 2016 | Festival de Màlaga                         | Millor actor de curtmetratges | No me quites         | Guanyador |
| 2016 | Festival de Cinema de l'Alfàs del Pi       | Millor actor                  | No me quites         | Guanyador |
| 2017 | Festival de Cinema de l'Alfàs del Pi       | Millor actor                  | La puta y el cliente | Guanyador |
| 2017 | Competició Iberoamericana de Curtmetratges | Millor actor de curtmetratges | La puta y el cliente | Guanyador |
| 2017 | Festival de Curtmetratges Cortogenia       | Millor guió                   | La puta y el cliente | Guanyador |
| 2017 | Festival de Curtmetratges Cortogenia       | Millor curtmetratge nacional  | La puta y el cliente | Guanyador |